# Din röst
Din röst… är en del av Karin Boyes sista diktsamling vid namn De sju dödssynderna och andra efterlämnade dikter. Dikten är uppdelad i tre delar och består av totalt 212 ord. I efterhand har dikten blivit översatt till engelska av David McDuff.

## Bakgrund
Din röst... finns med i Boyes sista diktantologi vilket innebär att Boye hade mångfaldiga erfarenheter av skrivande och förmedling av känslor från hennes ca 150 dikter som hon skrivit tidigare.

## Handling
Din röst... har två karaktärer, ett diktjag och en andra person. Den andra personen kommer inom en snar tid att dö, något som alla, inklusive diktjaget är medvetna om. Dikten handlar om diktjagets rädsla och oro att förlora denna individ, hur livet ska fortsätta utan den vid dess sida. Stor del av handlingen berör även diktjaget tacksamhet till denna andra person, uppskattningen och kärleken han eller hon känner.

## Innehåll

### Situationen
Dikten har ett "jag" som genom texten vill nå ut till en andra person. Ingen av karaktärerna nämns med namn. I slutet av dikten nämns även en tredje person plural i form av "alla". Ett flertal platser nämns såsom en gammal fruktträdgård, en halvt igengrodd gång och även en plats där diktjaget vaknar upp i sömnen. Även olika tidpunkter nämns såsom dag och natt.

### Klang och rytm
Författaren använder  sig av rim. och följer rim mönstret: AABBCCDDEEFFGGHH. Exempel på detta är: sagt-makt, dag-slag, finns-minns samt slut-ut.

### Rösten
Rösten är ett fenomen som Karin Boye i många av sina dikter valt att lägga extra fokus på och så även i denna. Dikten med dess titel Din röst... betonar just ovan nämnda med ord såsom "Det var mina ådrors värme. Det var mitt hjärtas slag." Vilket visar vilken betydande del en röst kan ha.